# آنتونلا بالدینی
آنتونلا بالدینی (ایتالیایی: Antonella Baldini؛ زادهٔ ۱۱ مهٔ ۱۹۶۶) یک صداپیشه اهل ایتالیا است.
او دوبلور ایتالیایی شخصیت «تیمی ترنر» در نسخهٔ ایتالیایی والدین نسبتاً عجیب و غریب و همچنین شخصیت «هِـیلی اسمیت» در نسخهٔ دوبله‌شدهٔ بابای آمریکایی! است.